# 트빌리시 국립 대학교
이바네 자바키슈빌리 트빌리시 국립대학교(ივანე ჯავახიშვილის სახელობის თბილისის სახელმწიფო უნივერსიტეტი, 종종 역사적 이름인 트빌리시 국립대학교 또는 TSU로 줄여 부름)는 1918년 2월 8일 조지아의 트빌리시에 설립된 공립 연구형 대학이다. 수세기 동안 조지아에서 간헐적으로 운영되었던 아카데미와 신학교를 제외하고, TSU는 조지아 및 캅카스 지역에서 가장 오래된 대학이다. 총 학생 수는 23,500명 이상이며, 교수진 및 교직원(협력자)은 총 5,000명이다.
대학의 주요 설립자는 조지아의 역사가이자 학자인 이바네 자바키슈빌리이다. 공동 설립자 중에는 Giorgi Akhvlediani, Shalva Nutsubidze, Dimitri Uznadze, Grigol Tsereteli, Akaki Shanidze, Andrea Razmadze, Korneli Kekelidze, Ioseb Kipshidze, Petre Melikishvili 및 Ekvtime Takaishvili를 포함한 여러 과학자들도 있었다. 조지아의 화학자인 페트레 멜리키슈빌리 교수는 TSU의 초대 총장이 되었다. 공동 설립자 중 한 명인 Elizabeth Orbeliani는 대학 역사상 최초로 강의를 한 여성이 되었다.

## 역사

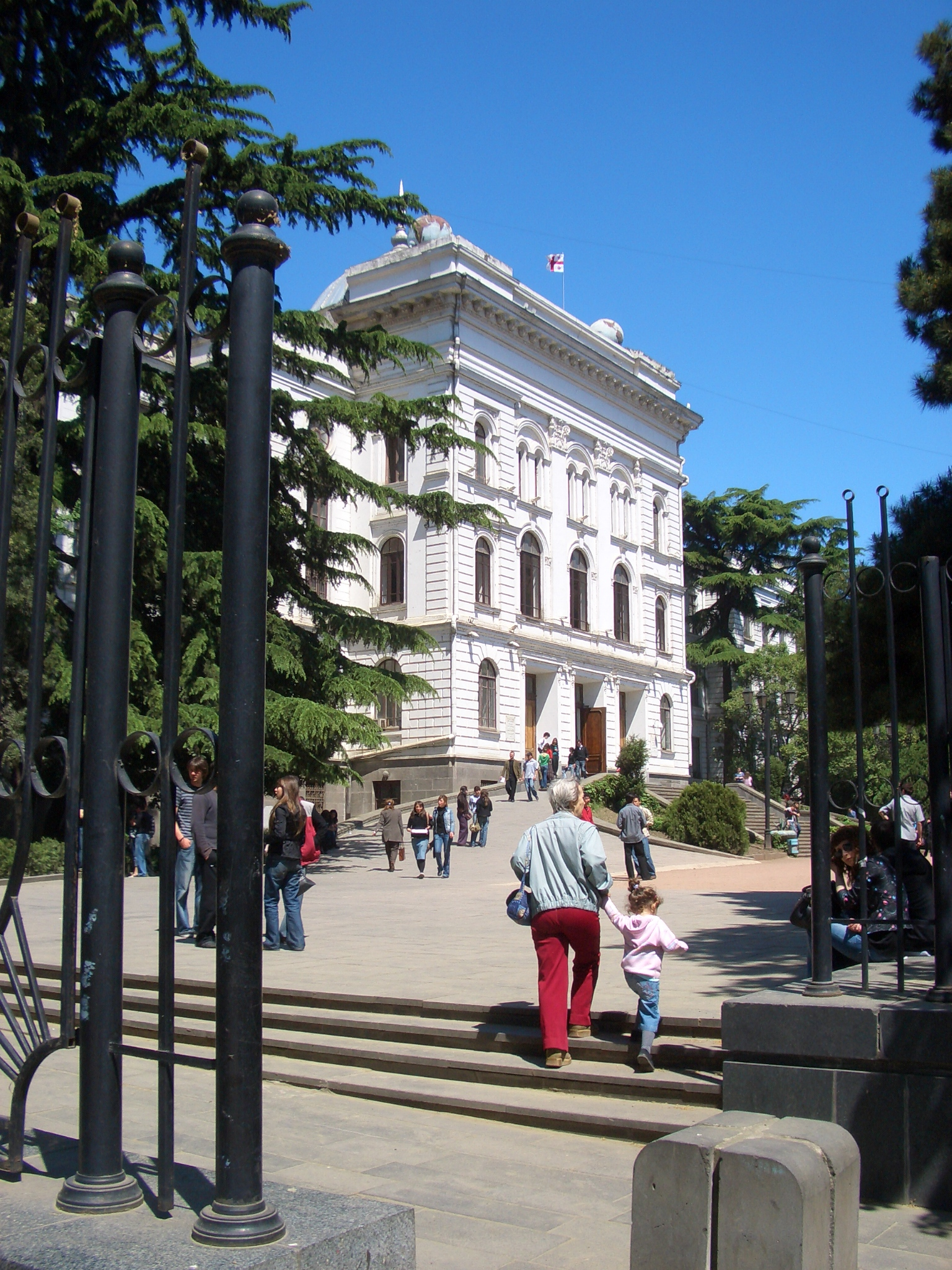
트빌리시 국립대학교, Ilia Chavchavadze Avenue의 코르푸스 I, 바케

1918년 트빌리시 국립대학교 건물 뒷면

트빌리시 국립대학교는 조지아의 역사가 이바네 자바키슈빌리와 그의 추종자들의 주도로 1918년에 설립되었다. 당시 이 대학은 캅카스 지역에서 이 유형의 최초이자 유일한 교육 기관이었다. 이 대학은 건축가 Simon Kldiashvili가 1899년부터 1906년까지 건설한 구 조지아 귀족 김나지움 건물에 자리 잡고 있다.
트빌리시 국립대학교의 미래 건물 건설 및 개발은 조지아인들 사이의 문해력 확산 협회의 창립 회원 겸 이사회 참가자인 Niko Tskhvedadze가 주도했다. 건설 감독에 있어 그의 역할은 대학 설립에 중추적이었다.
조지아는 콜키스 파지시 철학 및 수사학 학교(4세기)의 운영에서 알 수 있듯이 교육의 전통을 가지고 있다. 또한 팔레스타인(5세기), 시리아(6세기), 그리스(10세기~15세기), 불가리아(11세기)에 문화 계몽 센터가 설립되었으며, 조지아에는 겔라티 및 이칼토 아카데미(11세기~12세기)가 있었다. 그러나 정치·경제적 쇠퇴와 최종적으로 러시아의 식민지가 되면서, 조지아에는 그 후 몇 세기 동안 국립 고등 교육 기관이 없었다.

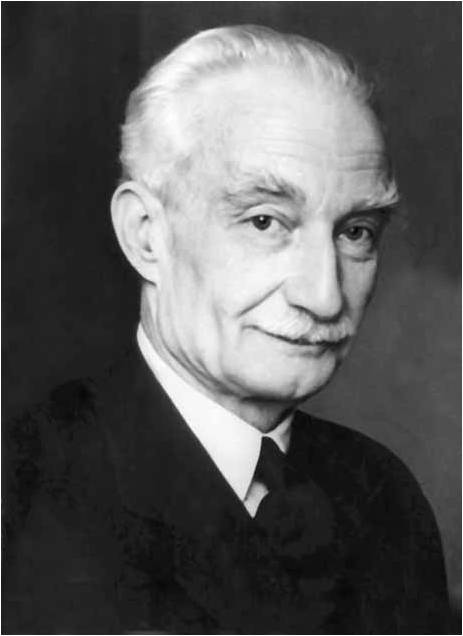
설립자 이바네 자바키슈빌리

조지아가 독립하고 민주주의 국가임을 선언한 후, 20세기 초 조지아인들의 첫 번째 성과 중 하나는 트빌리시에 조지아 국립 대학교를 설립한 것이었다. 이후 볼셰비키와 공산주의 시대에도 강압적인 이데올로기와 맹렬한 검열에도 불구하고, 트빌리시 국립대학교는 수학, 심리학, 철학, 언어학, 역사학 분야의 학과들을 유지했다. 조지아 과학 아카데미 및 기타 고등 교육 기관의 설립은 이 대학에 의해 장려되었다.
이 대학은 조지아의 왕 건설자 다비드를 기리는 날인 1918년 1월 26일에 개교했다. 왕의 이름을 딴 대학 정원의 교회는 1995년 9월 5일부터 운영되고 있다. 1989년에 대학은 설립자 이바네 자바키슈빌리의 이름을 따서 명명되었다.
화학자이자 교수인 Petre Melikishvili가 대학의 첫 총장으로 선출되었다. 개교 당시 대학은 철학부 하나의 학부만 가지고 있었다. 조지아의 역사가인 자바키슈빌리가 첫 강의를 했다. 1918년 초 교수진 및 강사 수는 18명이었고, 대학의 학생 수는 369명, 자유 청강생은 89명이었다.

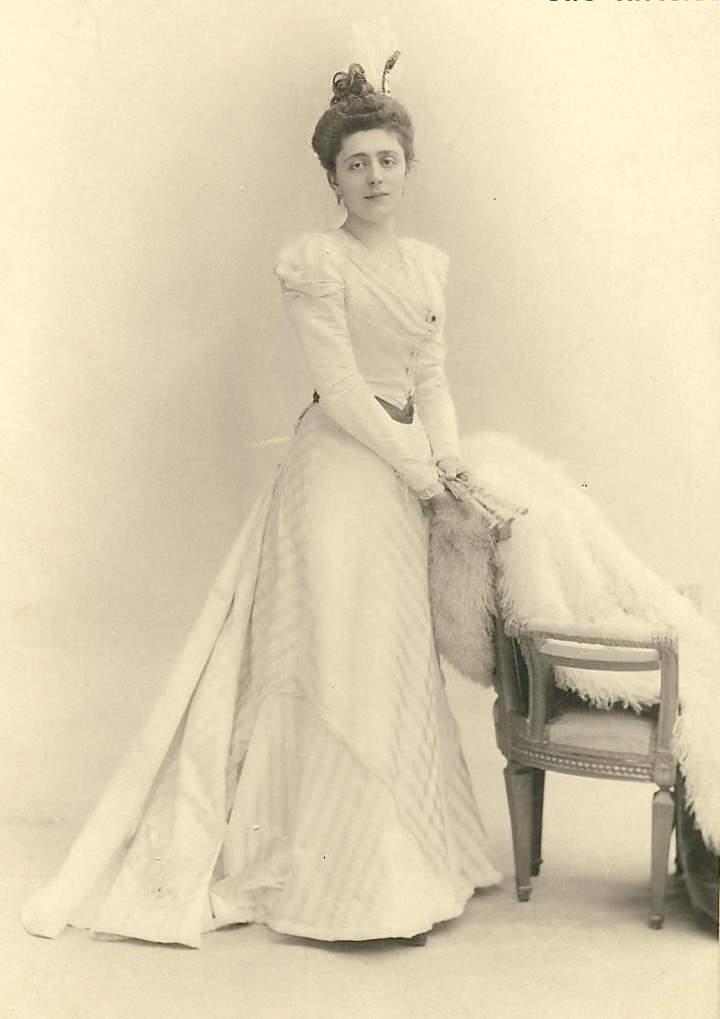
TSU의 첫 여성 강사이자 공동 설립자인 Elizabeth Orbeliani.

오늘날 등록 및 훈련에 참여하는 교수진은 3275명에 달하며, 이 중 55명은 학술원 회원 및 상응하는 회원, 595명은 교수 및 박사, 1246명은 조교수 및 과학 후보자이다.
3만 5천명 이상의 학생들이 이 대학과 8개의 지역 분교에서 공부하고 있다. 대학의 중요한 변화는 1994년 4월 25일에 시작되었는데, 이 날 대학 과학 위원회가 "대학 교육의 개념"page3-5을 채택했으며, 이에 따라 1994년부터 대학은 2단계 학위 과정으로 전환했다 (단계적 재편성은 1992년에 시작되었다).
개혁 1단계가 완료된 2005년 초, TSU에서 운영되던 기관은 다음과 같다: 184개의 학과를 포함한 22개 학부, 46개 학과를 포함한 8개 분교, 3개 과학 연구 및 학술 연구 기관, 81개 과학 연구 실험실 및 센터, 161개 학술 실험실 및 방, 임상 병원 및 진단 센터, 출판 및 편집사, 3,650,000점의 장서를 보유한 도서관, 5개의 기숙사. 학사 과정에는 95개 교육 프로그램, 석사 과정에는 194개, 단일 학위 과정에는 16개 교육 프로그램이 사용되었다.

트빌리시 대학에서 설립된 학과들은 다음과 같다:
- 수학 (1944년 학과 이름이 바뀐 Andrea Razmadze, Nikoloz Muskhelishvili, Ilia Vekua, Viktor Kupradze, Andro Bitsadze 등)
- 물리학 (1999년 기관 이름이 바뀐 Elephter Andronikashvili, Mate Mirianashvili, Vagan Mamasakhlisov, Givi Khutsishvili Albert Tavkhelidze 등)
- 심리학 (Dimitri Uznadze 등)
- 생리학 (Ivane Beritashvili 등)
- 조지아 역사학 국립 학술 학교 (이바네 자바키슈빌리 등)
- 문학사 (Korneli Kekelidze 등)
- 조지아 철학 (Shalva Nutsubidze 등)
- 미술사 (Giorgi Chubinashvili 등)
- 조지아 및 캅카스 언어학 (Akaki Shanidze, Giorgi Akhvlediani, Arnold Chikobava 등)
- 동양 및 고전 문헌학 (Grigol Tsereteli, Simon Qaukhchishvili, Giorgi Tsereteli 등)
- 카르트벨로지 (Kartvelian Studies)

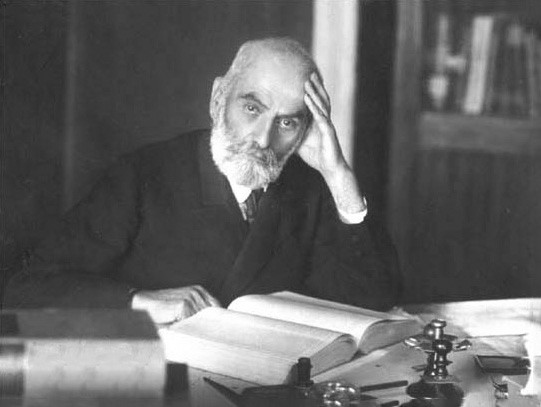
초대 총장 Petre Melikishvili 교수

학과 및 과학 연구 부서는 대학원 학생 및 과학 학위 준비를 위해 봉사한다. 거의 모든 과학 분야에서 과학 학위를 수여하기 위해 26개의 자격 위원회가 운영된다.
의학 교육은 1994년 대학에서 다시 시작되었다. 원래 의학 특성화는 생물학 및 의학 학부에 개설되었고, 2000년에 의학 학부가 독립적인 단위가 되었다. 보건 관리 센터와 연속 의학 교육 부서가 개설되었고, 의학 이사회 및 의학 정보 서비스가 설립되었다. 대학 진단 센터는 교수진, 강사 및 대학 협력자들의 건강 관리를 제공한다.
1923년에 인쇄소가 설립되었고 1933년에는 출판사가 설립되었다. 대학 기록 보관소는 1933년에 설립되었다. 과학 저널 "트빌리시 대학 연구 논문"은 1919년부터 출판되었다. 학생들을 위한 교과서 프로그램은 1996년부터 운영되었다. 대학은 두 개의 주간 신문 "트빌리시스 대학교"(1927년부터)와 "카르툴리 대학교"(1998년부터)를 발행한다.

## 학부
TSU에는 7개의 학부가 있다.
- 정확 과학 및 자연 과학 – 학과에는 수학, 물리학, 화학, 지리학, 컴퓨터 과학, 생물학, 지질학, 전기 및 전자 공학이 포함된다.[4]
- 인문학[5]
- 사회 및 정치 과학 – 학과에는 정치학, 저널리즘, 국제 관계, 인간 지리학, 사회학 및 사회 복지가 포함된다.[6]
- 심리학 및 교육학 – 2014년 설립[7]
- 경제학 및 사업 – 1931년 설립[8]
- 법[9]
- 의학 – 1918년 설립

## 기관 및 행정
| ARWU_W_year = 2019 | ARWU_W_ref = 
| THE_W_year = 2020 | THE_W_ref = 
| QS_W_year = 2020 | QS_W_ref = 
| USNWR_W_year = 2020 | USNWR_W_ref = 
| CWTS_W_year = 2019 | CWTS_W_ref = 
}}

TSU는 중앙 캠퍼스가 없으며, 건물들이 도시 전역에 흩어져 있다. 가장 오래된 건물은 대학 행정부가 위치한 1번 건물이다. TSU 1번 캠퍼스 마당에는 트빌리시 국립대학교의 설립자들이 묻혀 있는데, 그들의 이름은 조지아의 다양한 과학 학파의 설립과 발전을 의미한다. 트빌리시 국립대학교의 판테온은 특별한 문화 및 역사적 장소 중 하나이다.

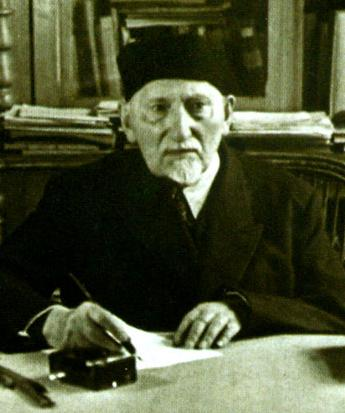
조지아의 역사가, 고고학자, 공공 자선가인 Ekvtime Takaishvili 교수, TSU의 설립자이자 교수 중 한 명

### 대표자 이사회
대표자 이사회는 학부에서 선출되는 대학 대표 기관이다. 상원 의원들은 각 구조 단위의 학생 및 교직원 수에 비례하여 별도로 선출된다.სიახლეები
대표자 이사회는 일반적이고 직접적이며 평등한 선거를 기반으로 비밀 투표를 통해 대학 내에서 선출된다. 학생들은 이사회의 3분의 1을 구성한다. 이사회에는 대학 도서관의 대표도 포함된다.

### 학술 위원회
학술 위원회는 대학의 최고 대표 기관이다. 위원회는 학부 교수진 구성원과 학부 위원회 구성원인 학생 자치 대표자들에 의해 직접적이고 자유롭고 평등한 선거를 기반으로 비밀 투표를 통해 선출된다. 교수만이 학술 위원회 구성원으로 선출될 수 있다.

### 총장
총장은 대학의 최고 학술 권위자이며, 학술 위원회의 의장을 맡고, 국내외 학술 및 연구 분야에서 대학을 대표한다. 총장은 학술 위원회 구성원의 과반수 투표를 통해 비밀 투표로 선출된다.

### 총무
총무는 재정 문제, 물적 및 인적 자원 분야에서 대학의 최고 행정 관리자이며, 재정 및 경제적 관계에서 기관을 대표한다.
총무는 학술 위원회의 지명을 받아 대표자 이사회의 비밀 투표를 통해 승인된다. 총무의 임기는 4년이다.

### 기타
역사, 조지아 이민, 광물학, 지질학 및 고생물학, 지리학, 동물학 및 식물학 박물관이 있다.
5개의 기숙사는 최대 2200개의 생활실을 수용할 수 있다.
이 대학은 수후미, 메스헤티, 오주르게티, 시그나기 (카헤티), 주그디디, 크베모 카르틀리 (마르네울리), 자바헤티 및 포티에 8개의 분교를 두고 있다.
대학 부속 학교는 이바네 자바키슈빌리 학교 N53, N. Muskhelishvili 학교 N55, T. Georgia 물리-수학 기숙 학교, 트빌리시 리세움, 루스타비 김나지움, 구르자니 대학 및 호비 학교이다.

## 소속
이 대학은 다음 외국 과학 및 교육 센터들과 연락하고 있다.
아헨 공과대학교, University of Saarland 및 Jena University (독일), 에모리 대학교 및 조지아 주립 대학교 (미국), 세인트 메리 대학교 (캐나다), Warsaw University 및 University of Łódź (폴란드), 말라가 대학교 및 살라망카 대학교 (스페인), 낭트, 파리 8, 파리 13, 그르노블 및 툴롱 대학교 (프랑스), 브리스톨 공과 대학, 브루넬 및 런던 대학교 (영국), 부다페스트 외트뵈시 로란드 대학교 (헝가리), 빌켄트, 트라브존 흑해 및 앙카라 대학교 (터키), 팔레르모, 로마 및 사피엔자, 피사 및 베니스 대학교 (이탈리아), 아테네, 피레우스, 이오아니나 및 살로니키 대학교 (그리스), 국제 핵 물리학 센터, 오르후스 대학교 (덴마크), 부쿠레슈티 대학교 (루마니아), 비엔나 대학교 (오스트리아), 테헤란 및 길란 대학교 (이란), 카이로 대학교 (이집트). TSU는 유럽 대학 협회, 유네스코, 유럽 이사회 및 기타 국제 기구와 관계를 맺고 있다.

## 총장
- Petre Melikishvili - 1918/I - 1919/XII
- 이바네 자바키슈빌리 - 1919/XII - 1926/VI
- Tedo Ghlonti - 1926/IX - 1928/IX
- Malakia Toroshelidze - 1928/IX - 1930/IX
- Ivane Vashakmadze - 1930/I - 1931/IX
- Aleksandre Erkomaishvili - 1931/X - 1932/XII
- Levan Agniashvili - 1933/IV - 1935/VI
- Karlo Oragvelidze - 1935/VI - 1937/VI
- Giorgi Kiknadze - 1937/VII - 1938/IX
- Davit Kipshidze - 1938/X - 1942/II
- Aleksandre Janelidze - 1942/II - 1945/VII
- Nikoloz Ketskhoveli - 1945/VII - 1953/VI
- Ilia Vekua - 1953/VII - 1953/IX, 1966/IV - 1972/IV
- Ermile Burchuladze - 1953/IX - 1954/IX
- Victor Kupradze - 1954/IX - 1958/III
- Giorgi Dzotsenidze - 1958/IV - 1959/III
- Evgeni Kharadze - 1959/III - 1966/III
- Davit Chkhikvishvili - 1972/V - 1980/II
- Vazha Okujava - 1980/III - 1985/IX
- Nodar Amaghlobeli - 1985/IX - 1991/VIII
- Tamaz Gamkrelidze - 1991/VIII - 1991/IX
- Otar Japaridze - 1991/IX - 1991/X
- Roin Metreveli - 1991/X - 2004/X
- Rusudan Lortkipanidze - 2004/XII - 2006/IV
- Giorgi Khubua - 2006/IV - 2010/VIII
- Alexander Kvitashvili - 2010/VIII - 2013/VII
- Vladimer Papava - 2013/VII - 2016/III
- Darejan Tvaltvadze (대행) - 2016/IV - 2016/IX
- Giorgi Sharvashidze - 2016/IX - 2022/X
- Jaba Samushia - (총장 대행) 2022/X - 2022/XII) — 총장 2022/XII-

## 졸업생

### 총리
- 기오르기 가하리아
- 마무카 바흐타제
- 기오르기 크비리카슈빌리
- 이라클리 가리바슈빌리
- 이라클리 코바히제
- 비지나 이바니슈빌리
- Giorgi Arsenishvili
- Nikoloz Gilauri
- Vladimer Gurgenidze
- Zurab Zhvania

### 의회 의장
- Tamar Chugoshvili (대행)
- Davit Usupashvili
- David Bakradze
- Nino Burjanadze

### 기타
- Gocha Lordkipanidze, 국제형사재판소 판사
- Ilia Abuladze, 문헌학자
- Giuli Alasania, 역사가
- Givi Alkhazishvili, 작가, 시인, 수필가
- Diana Anphimiadi, 시인
- Tamar Beruchashvili, 조지아 외무장관
- Vakhtang Butskhrikidze, TBC Bank CEO
- Arnold Chikobava, 언어학자
- Levan Chilashvili, 고고학자
- Juansher Chkareuli, 물리학자
- Gia Dvali, 물리학자
- Ana Dolidze, 활동가
- Guranda Gvaladze, 식물학자
- Evgen Gvaladze, 변호사, 정치인
- Koba Gvenetadze, 조지아 국립은행 총재
- Gia Getsadze, 변호사
- Nikoloz Janashia, 역사가
- Sergi Jikia, 역사가, 동양학자이자 조지아의 튀르크학 설립자.
- Otar Kakhidze, 정치인
- 카하 칼라제, 정치인이자 은퇴한 축구 선수
- John Khetsuriani, 변호사
- Dimitri Kumsishvili, 재무부 장관
- David Lordkipanidze, 인류학자
- Giwi Margwelaschwili, 철학자, 작가, 노벨상 후보
- 기오르기 멜리키슈빌리, 역사가
- 미호 모술리슈빌리, 작가, 극작가
- Aka Morchiladze, 작가
- Jaba Mujiri, 축구 선수
- 기아 노디아, 조지아 교육과학부 장관, 정치학자
- Irakli Okruashvili, 정치인
- Bulat Okudjava, 저명한 작가, 시인, 음악가
- Stepan Pachikov, 에버노트 설립자
- Baia Pataraia, 여성 인권 운동가
- Grigol Peradze, 신학자, 역사가
- Andrea Razmadze, 수학자, 트빌리시 대학 공동 설립자
- 빅토르 사네예프, 육상 선수
- Anna Schchian, 식물학자
- Daro Sulakauri, 사진작가, 사진기자
- Giorgi Targamadze, 정치인
- Maya Tskitishvili, 지역 개발 인프라부 장관
- Sergo Vardosanidze, 역사 교수
- Lasha Zhvania, 정치인, 외교관

## 같이 보기
- List of modern universities in Europe (1801–1945).